# 吉米·马伦
吉米·马伦（英語：Jimmy Mullen，1923年1月6日—1987年10月23日），英格兰男子足球运动员，司职前锋。他曾代表英格兰代表队参加1950年和1954年国际足联世界杯，其中1950年世界杯止步小组赛阶段，1954年世界杯止步八强。